# Museo de Arquitectura Finlandesa
El Museo de Arquitectura Finlandesa (en finés: Suomen arkkitehtuurimuseo; en sueco: Finlands arkitekturmuseum) es un museo arquitectónico en Helsinki, Finlandia. Fundado en 1956, es el segundo museo más antiguo de su tipo (después del de Moscú) dedicado específicamente a la arquitectura. El museo fue fundado sobre la base de la colección fotográfica de la Asociación Finlandesa de Arquitectos (SAFA), que se estableció en 1949.

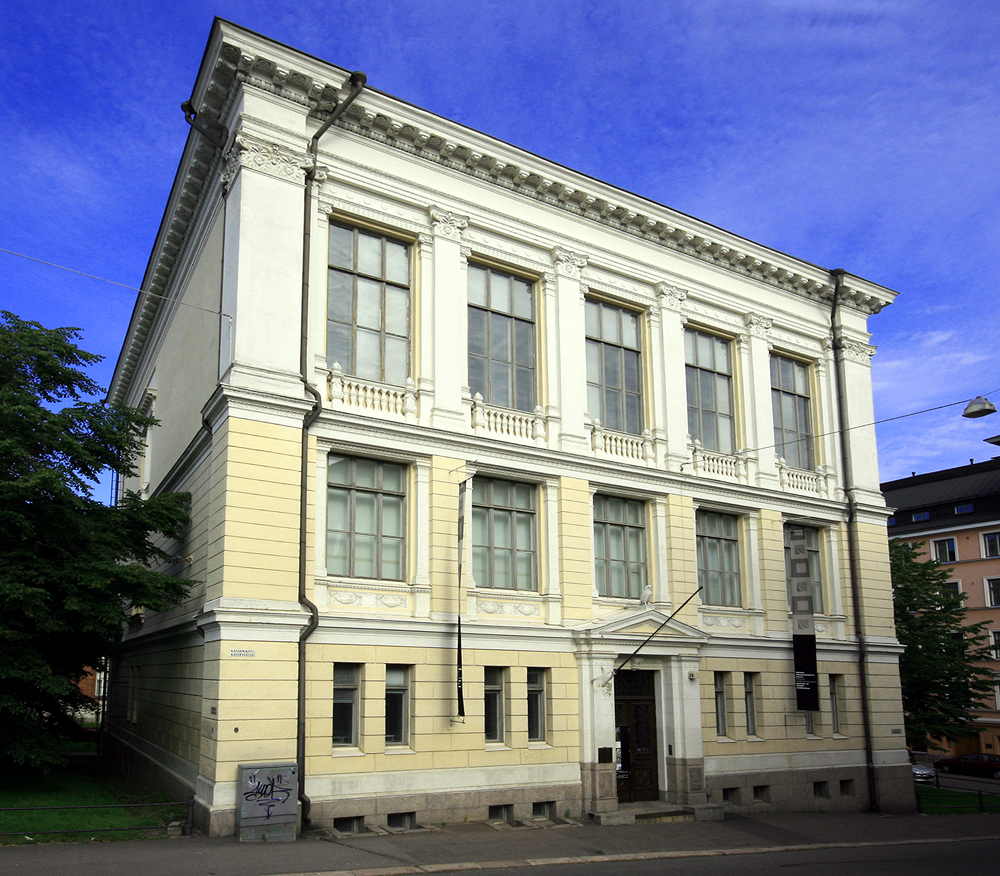
Museo de Arquitectura Finlandesa

El museo se encuentra en la calle Kasarmikatu en Ullanlinna, ubicado en un edificio neoclásico, diseñado por el arquitecto Magnus Schjerfbeck y terminado en 1899. El edificio fue originalmente usado por una sociedad científica y la Universidad de Helsinki. El museo se hizo cargo del uso del edificio hasta 1981, antes se había alojado en un antiguo pabellón de madera en el Parque Kaivopuisto. En la misma cuadra de la ciudad está el Museo del Diseño. En 1984 se organizó un concurso de arquitectura para construir un nuevo edificio en la brecha entre los dos edificios, lo que los unía como una sola institución. La competencia fue ganada por los arquitectos Helin y Siitonen, pero el proyecto fue abandonado poco después, debido a la logística y los problemas de las finanzas. El edificio es actualmente propiedad del Estado de Finlandia a través del Senado.

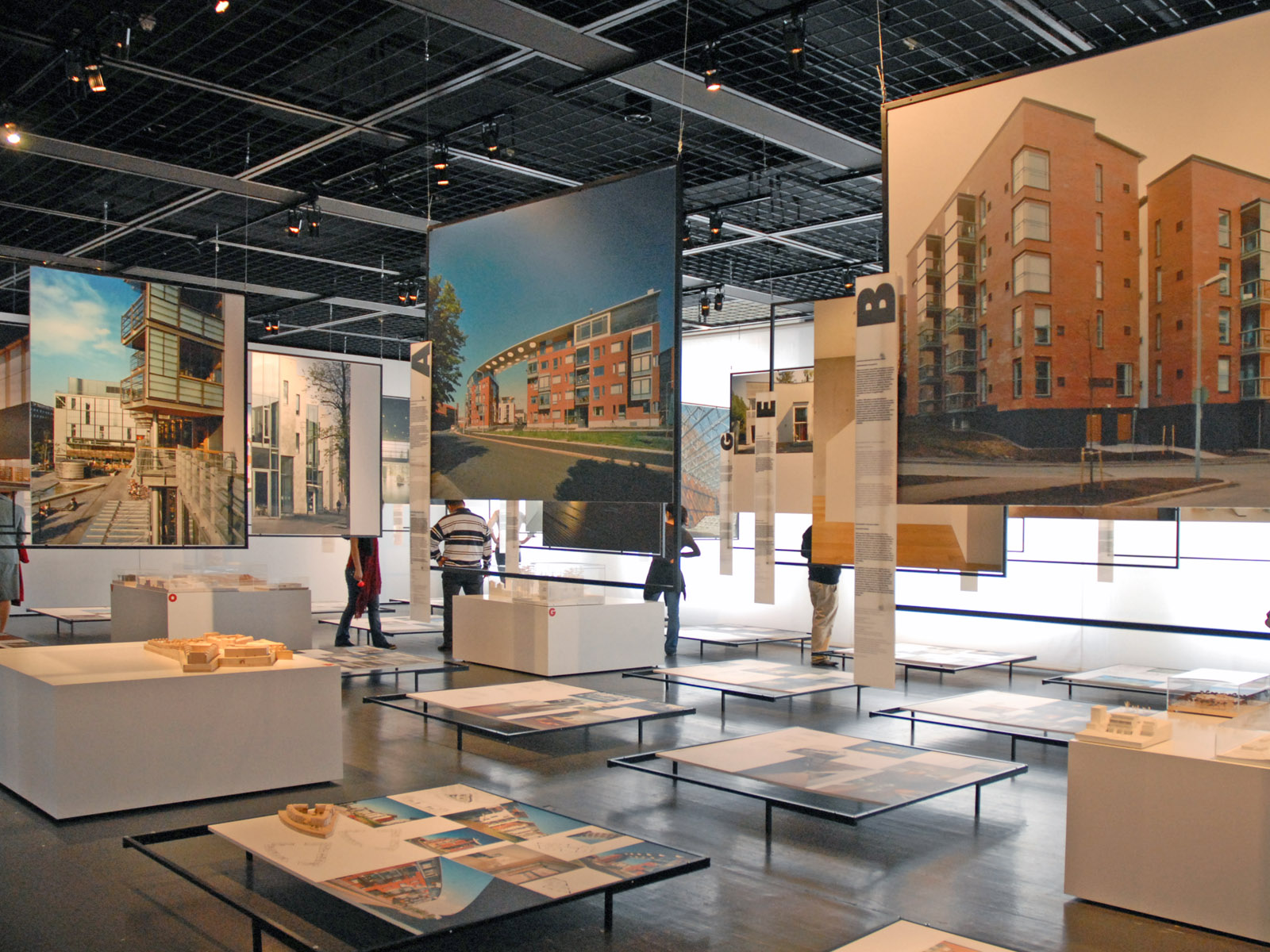
Sala de exposición del Museo de Arquitectura Finlandesa.

El museo cuenta con grandes colecciones de dibujos, fotografías y modelos arquitectónicos a escala. También tiene su propia biblioteca y librería. El museo organiza exposiciones sobre la arquitectura finlandesa y extranjera, así como exposiciones sobre la arquitectura finlandesa para viajar al extranjero. También publica sus propios libros.

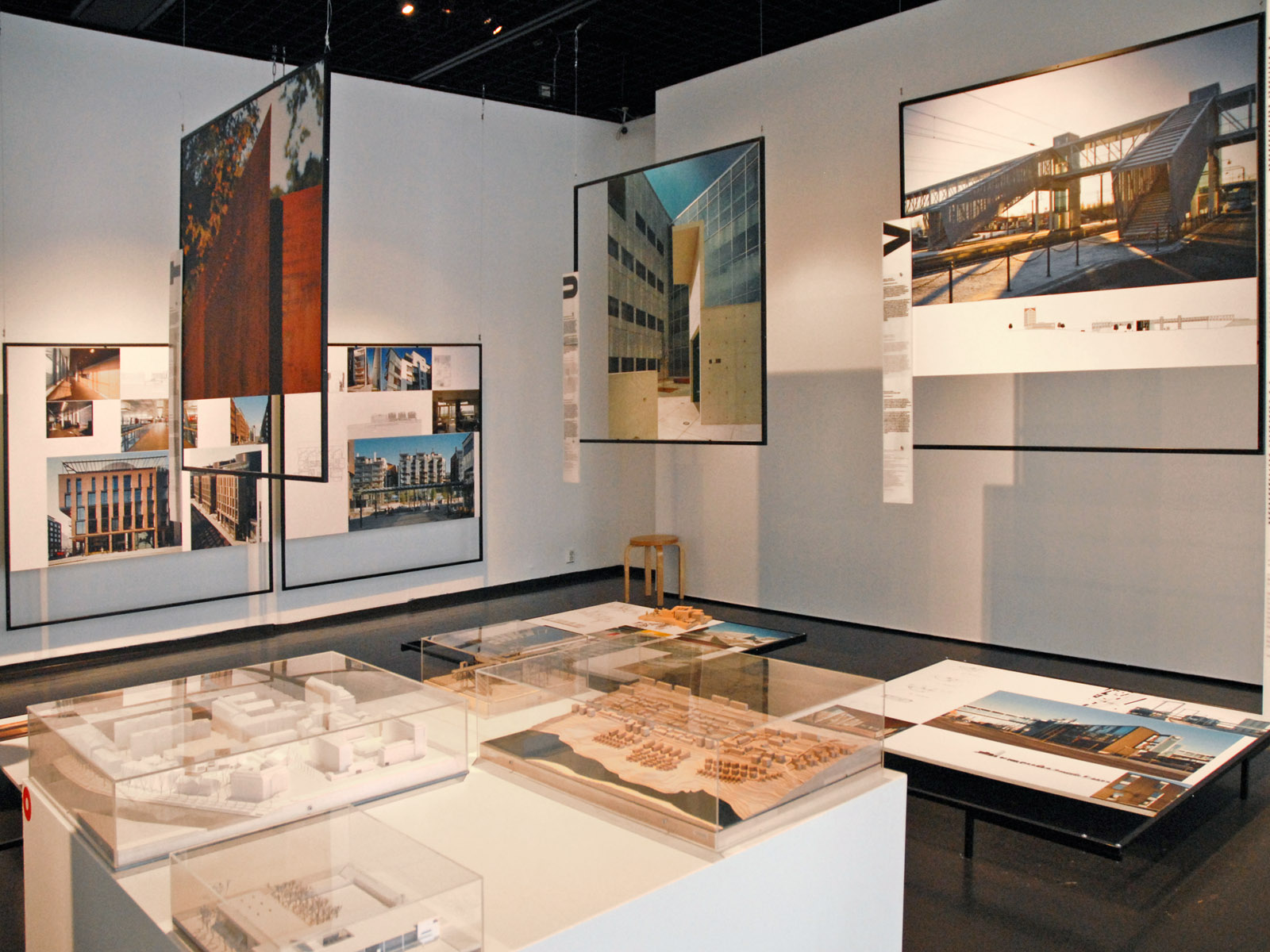
Sala de exposición del Museo de Arquitectura Finlandesa.

Aunque es independiente de SAFA y de su revista The Finnish Architectural Review (ARK), el museo se ve, junto con estos, como la influencia clave en la promoción continua de la arquitectura moderna en Finlandia. Esta política ha sido promovida vigorosamente en el extranjero y patrocinada por el Ministerio de Asuntos Exteriores y el Ministerio de Educación.